# Henrik Kylberg

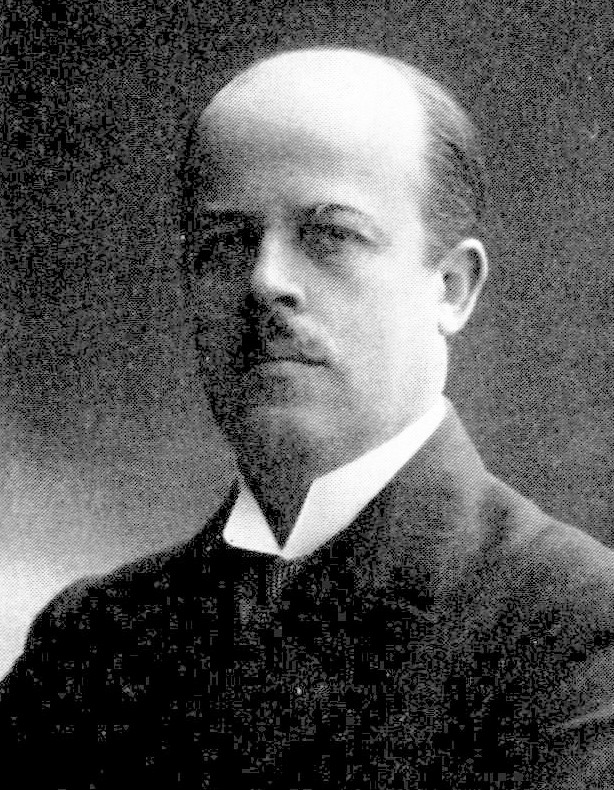
Lars Henrik Kylberg.

Lars Henrik Kylberg, född 24 oktober 1872 i Agnetorps församling, död 31 oktober 1927 i Wien, var en svensk lantbrukare och affärsman.

## Biografi
Henrik Kylberg var son till kontorschefen Gustaf Henrik Kylberg. Han studerade vid Norra Latin men måste av ekonomiska skäl sluta sin utbildning och anställdes hos sin morfars bror Fredrik von Essen på Kavlås slott som lantbruksbokhållare 1890. 1893–1895 arbetade han som lärling vid Alnarps lantbruksinstitut och arbetade därefter vid olika egendomar, bland annat Spolegården i Motala 1895–1896 och på Holma gård i Brastads socken 1896–1898, innan han 1898–1900 fick möjlighet att studera vid Alnarp och avlägga lantbruksexamen. 1901 blev han lantbruksbiträde vid Rosendal och därefter 1902 förvaltare vid Kulla Gunnarstorps slott. 
Kylberg återvände därefter till Alnarp där han arbetade som förvaltare och lärare 1905–1908. 1909 anställdes han som disponent för Allmänna svenska utsädesbolaget i Svalöv och var ledamot av styrelsen där 1909–1922. Genom kontakter i samband med olika jakter i Skåne lärde han känna Marcus Wallenberg, som 1915 gjorde honom delaktig i en kommitté för att utreda den svenska beredskapen inför ett stopp på spannmålsimporten, och 1916 blev han VD och styrelseledamot i AB Baltic. Med företaget fusionerades Salenius verkstäder i Mariehäll och Arvikaverken. Företaget som främst tillverkade maskiner för export drabbades hårt av kriget, och tillät stora krediter till köpare i Tyskland och Ryssland i förhoppning att alltid någondera parten skulle betala när kriget väl var över. 
Genom revolutionerna i Tyskland och Ryssland förlorade man dock sina pengar och 1918 gick företaget i konkurs. En rekonstruktion gjordes dock och Kylberg kvarstod som företaget VD 1919–1921 var Kylberg huvudsakligen bosatt i USA där han verkade för att utveckla dotterbolaget Empire cream separator Co i Bloomfield. Han hade framgångar men banken som var huvudintressent i bolaget beslutade sig för att sälja bolaget. Tiden i USA ledde till att Kylberg fick upp ögonen för radions framtid och väl hemma i Sverige började han 1924 vid Salenius verkstäder tillverka byggsatser för radiomottagare, 1928 såld till AGA (se AGA-Baltic).Tillsammans med Henning Pleijel bildade han 1925 Radiotekniska sällskapet. Kylberg blev 1915 ledamot av lantbruksakademien.
Henrik Kylberg var brorson till agronomen Hjalmar Kylberg. Han var bror till Ulla Rinman, Fredrik Kylberg, Carl Kylberg och Erik Kylberg samt far till konstnären Ulv Kylberg. Han avled i hjärtinfarkt under en affärsresa i Österrike och är begravd på Norra begravningsplatsen utanför Stockholm.